# Tornax
Tornax était un constructeur de motos allemand, de 1926 à 1955.

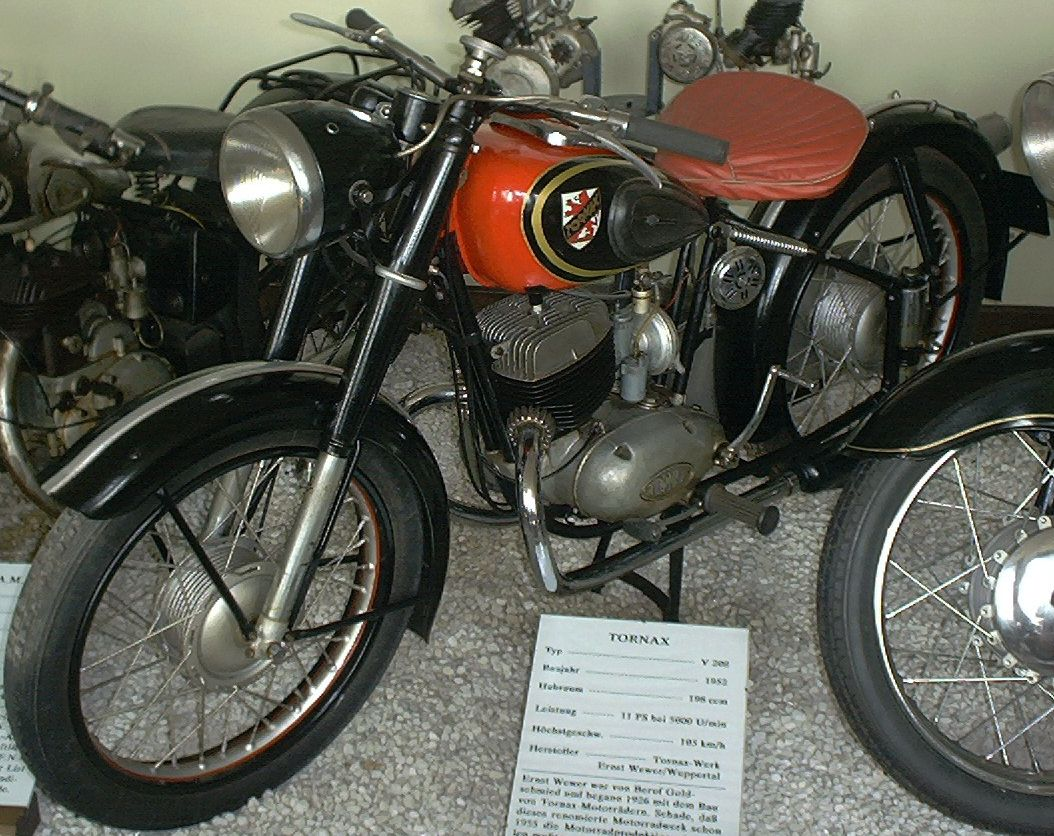
Moto Tornax